# Pure Heroine
Pure Heroine è l'album in studio di debutto della cantante neozelandese Lorde, pubblicato il 27 settembre 2013 dalle etichette discografiche Universal Music Group, Lava e Republic Records.
Lorde ha interamente composto il disco insieme al musicista neozelandese Joel Little, che ha anche curato la produzione di tutte le tracce contenute al suo interno, e le sessioni di registrazione si sono svolte a cavallo tra il 2012 e il 2013 presso i Golden Age Studios di Auckland, città natale di entrambi gli artisti. Pure Heroine  ha ricevuto ampi consensi da parte della critica specializzata, la quale ne ha lodato la produzione complessiva, la scrittura e l'interpretazione vocale di Lorde ed ha ricevuto una candidatura come miglior progetto pop vocale nell'ambito dei Grammy Awards 2014. L'album ha ottenuto anche un notevole successo commerciale a livello mondiale, con una vendita complessiva di più di cinque milioni di copie.
Il primo singolo estratto, Royals, ha riscosso a sua volta un travolgente successo di pubblico e critica, riuscendo a collocarsi all'interno dei primi posti di numerose classifiche musicali internazionali e facendosi spazio all'interno della ristretta categoria riguardante i brani più venduti nella storia della musica. Ad esso hanno fatto seguito gli altrettanto acclamati singoli Tennis Court e Team, pubblicati rispettivamente nei mesi di giugno e settembre 2013. È stata messa in commercio anche una versione estesa del disco contenente sei tracce aggiuntive, tra cui il singolo promozionale No Better.

## Antefatti
A partire dall'età di 14 anni, Lorde ha lavorato con la Universal Music per sviluppare il suo suono e la visione artistica. Ha firmato con tale etichetta grazie al manager Scott Maclachlan quando aveva 13 anni, ed è stata inizialmente affiancata da diversi cantautori con l'obiettivo di sviluppare la propria musica, anche se il tentativo risultó inutile. Maclachlan, a tal proposito, ha affermato: «Fondamentalmente credo avesse capito che lei stava per scrivere la propria musica, ma ha bisogno di qualcuno per aiutarla con il lato produttivo di essa.»
La cantante neozelandese ha iniziato a scrivere canzoni accompagnandole dall'uso della chitarra all'età di 13 o 14 anni. In seguito, è stata affiancata allo sceneggiatore e produttore connazionale Joel Little: tale rapporto di lavoro si è rivelato funzionante da subito. L'EP di debutto della cantante, The Love Club EP, pubblicato nel 2013, ha ricevuto il plauso della critica musicale, che ha paragonato il progetto a quello di artisti del calibro di Sky Ferreira, Florence and the Machine, Lana Del Rey e Grimes, ed ha raggiunto la prima posizione in Nuova Zelanda e la seconda in Australia, dove è stato certificato nove volte disco di platino per le vendite superiori a 630 000 copie.

## Registrazione
Prima di iniziare a lavorare a Pure Heroine, Lorde aveva espresso la propria intenzione di realizzare un lavoro «coesivo» per quanto riguarda l'album. Come per The Love Club EP, l'album è stato registrato in collaborazione con il produttore discografico neozelandese Joel Little. Inizialmente Lorde e Little avevano mandato alcune demo al talent scout Scott MacLachlan, con il quale avrebbero dovuto discutere delle tracce, scambiato commenti e modificato alcuni dettagli delle stesse. La sessione di registrazione dell'album è stata supervisionata esclusivamente da Lorde e Little ed è stata descritta da Scott Maclachlan come un «processo abbastanza breve». Essa si è svolta nella città neozelandese di Auckland, e più precisamente presso il Golden Age Studios, un piccolo studio discografico senza strumenti tecnologici avanzati, ed è stata completata in meno di un anno, tra il 2012 e il 2013. Lorde aveva discusso quali fossero i suoi obiettivi per Pure Heroine dichiarando:
Durante la registrazione dell'album, Lorde ha dichiarato che «in realtà non aveva un suono specifico in mente quando ha iniziato a registrare», dicendo inoltre di ascoltare molta musica hip hop, musica elettronica e pop. Per quanto riguarda le influenze musicali, Lorde ha citato James Blake e la musica minimalista, ma anche ammesso di aver tratto ispirazione dallo stile della collega statunitense Lana Del Rey. Più tardi, Lorde aveva mostrato i testi delle canzoni al fidanzato dell'epoca, James Lowe, dichiarando anche che la condivisione della musica con questo la è stata di incoraggiamento e ispirazione a comporre gran parte del progetto.

## Descrizione
Pure Heroine è stato descritto come un album che spazia tra l'electronica, il dream pop e la musica elettronica dalla produzione minimalista, che è stato oggetto di confronto con i lavori di artisti come Robyn e Santigold. I temi principali esplorati all'interno dell'album sono la giovinezza, il materialismo, la fama, la cultura di massa e lo status sociale. Nel dettaglio, i testi dei brani descrivono «la mondanità della vita adolescenziale» e celebrano «l'intelligenza spesso ignorata della prossima generazione». La cantante spesso ricorre all'espediente di espressioni metaforiche come il «sorriso di Hollywood», che diverse pubblicazioni hanno interpretato come un riferimento alle strutture sociali e alla disuguaglianza economica.
La traccia di apertura, Tennis Court, discute il tema della fama e critica l'«alta società»,  combinando sonorità indie pop, art pop e elettropop ed elementi downtempo, hip hop e electronic dance music. Lorde e Joel Little hanno prima curato la produzione e in un secondo momento composto il testo. 400 Lux descrive la vita dei sobborghi, mentre Royals critica lo stile di vita lussurioso degli artisti contemporanei. Per il testo di Ribs Lorde ha tratto ispirazione dalla paura di crescere e da un party organizzato quando i genitori erano via di casa; in Buzzcut Season spicca l'utilizzo dello xilofono e l'influenza della musica tropicale.
Team, che Lorde ha composto mentre viaggiava il mondo per promuovere la sua musica, è caratterizzata dall'utilizzo del sintetizzatore, del basso e del rullante. Glory and Gore è una ballata elettropop che incorpora al suo interno il chillwave e la musica hip hop, il cui testo paragona la cultura delle celebrità ai combattimento tra gladiatori nell'antica Roma. In Still Sane la cantante riflette sulla prospettiva di farsi condizionare negativamente dal successo, mentre White Teeth Teen si sofferma sulla differenza tra l'apparenza e il carattere di un'adolescente con i denti bianchi. Il verso con cui si chiude l'ultima traccia A World Alone secondo alcuni critici rappresenta un botta e risposta con quello di apertura di Tennis Court, fornendo in tal senso all'intero album una struttura narrativa circolare.

## Promozione

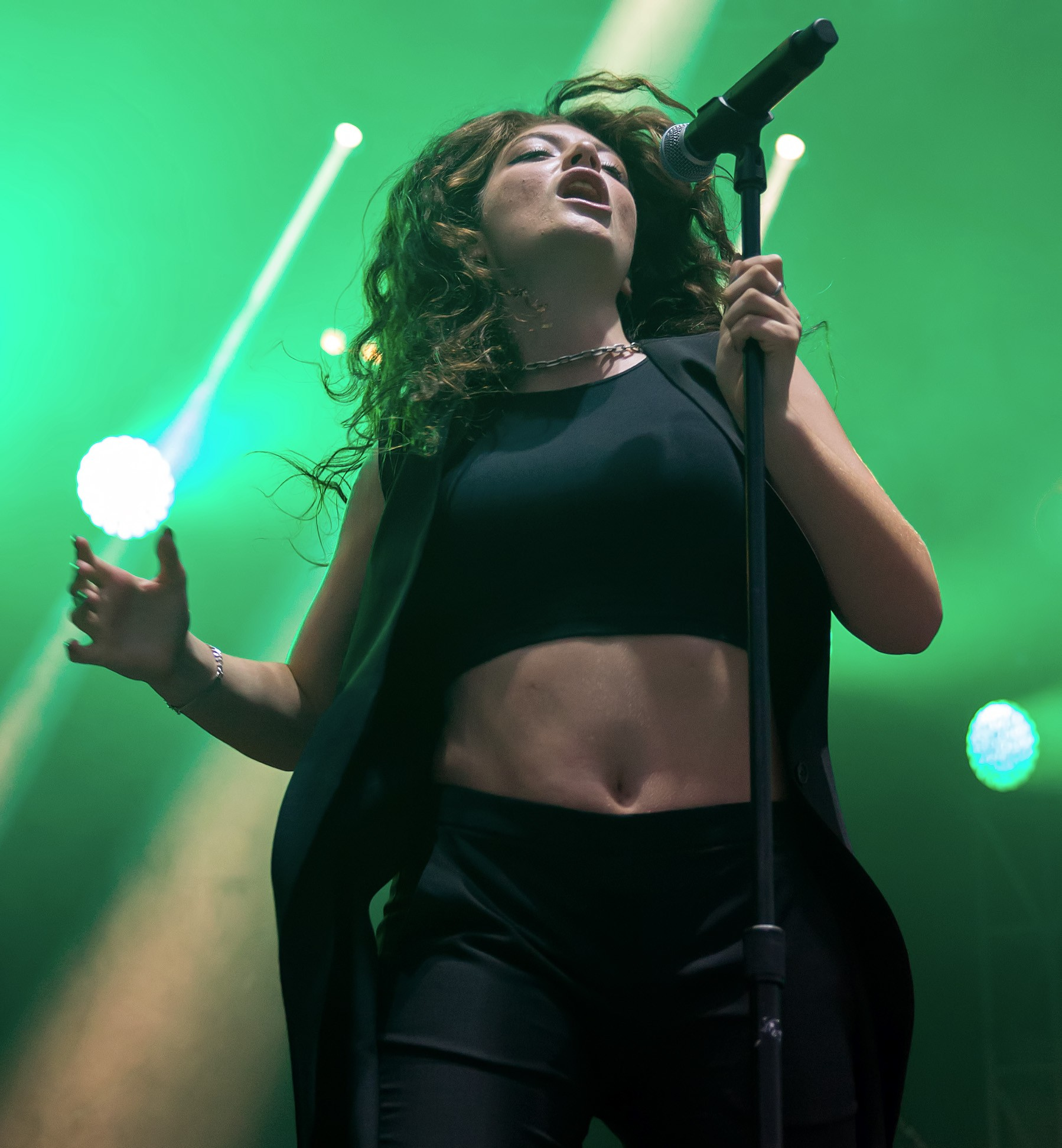
Lorde mentre si esibisce in concerto a Austin il 12 ottobre 2014

Royals, il singolo apripista, è stato pubblicato l'8 marzo 2013 in concomitanza con la pubblicazione dell'EP The Love Club. Accolto con ampi consensi da parte di critica e pubblico, si è subito piazzato al primo posto della classifica dei singoli più venduti in Nuova Zelanda, mentre nei mesi successivi si è posto all'apice delle classifiche di Canada, Regno Unito e Stati Uniti, facendo della cantante la prima artista neozelandese a raggiungere un simile traguardo, oltre ad essere l'artista più giovane ad avere una canzone al primo posto in Nuova Zelanda. Per il brano, sono stati realizzati due videoclip musicali, di cui il secondo, vale a dire la versione inizialmente riservata al pubblico statunitense, è diventato virale su YouTube.
Nel mese di giugno è stato estratto Tennis Court come secondo singolo ufficiale e pubblicato insieme all'omonimo EP di appartenenza; anche questo brano si è classificato primo in Nuova Zelanda, facendo sì che la cantante avesse ben quattro canzoni contemporaneamente entro le prime venti posizioni delle classifiche nel suo Paese di origine. Il 12 agosto dello stesso anno vengono rivelato la data di pubblicazione, la copertina e la lista delle tracce di Pure Heroine. Team è stato trasmesso per la prima volta dalla stazione radiofonica statunitense Triple J il 12 settembre 2013 e messo in commercio a partire dal giorno seguente come terzo estratto, mentre il 23 settembre è stato diffuso il primo singolo promozionale, cioè Buzzcut Season, esclusivamente per il pubblico asiatico. La settimana prima della pubblicazione del disco, Ribs è stato offerto come brano gratuito a tutti coloro che avevano preordinato il disco sulla piattaforma iTunes.
Il 1º ottobre Lorde esegue dal vivo Royals e il nuovo brano White Teeth Teens, ospite del conduttore televisivo statunitense Jimmy Fallon. Due giorni più tardi, la cantante presenta tutte le tracce contenute nell'album durante un concerto presso il Warsaw Avenue di Brooklyn. Nel mese di novembre, le è stata affidata l'esibizione d'apertura dei New Zealand Music Awards mentre a dicembre ha partecipato agli ARIA Music Awards, dove ha eseguito Team per la prima volta in Australia. L'anno dopo, nell'ambito della 56ª edizione dei Grammy Awards, si esibisce sulle note Royals, che viene premiato durante la cerimonia con due statuette. Successivamente, si presenta a noti festival musicali, tra cui il Coachella Valley Music and Arts Festival negli Stati Uniti e il Lollapalooza in America del Sud. In questo periodo viene pubblicato il singolo Glory and Gore, il quarto estratto e l'unico privo di un videoclip ufficiale.
A partire da agosto 2013 la cantanteè stata impegnata in un tournée mondiale, concerti in Oceania, Europa e America del Nord, di cui quello al Midland Theatre di Kansas City andato sold out in meno di ventiquattro ore. Il tour sarebbe dovuto proseguire in Australia in aprile ma, a causa di alcuni problemi di salute da parte di Lorde, è stato posticipato al mese di luglio ed è proseguito fino a novembre in Nuova Zelanda.

## Accoglienza
| Recensione           | Giudizio |
| -------------------- | -------- |
| AllMusic             |          |
| The A.V. Club        | B+       |
| Entertainment Weekly | A-       |
| NME                  | 6/10     |
| Pitchfork            | 7.3/10   |
| Rolling Stone        |          |
| Spin                 | 6/10     |

Pure Heroine è stato accolto positivamente da parte della critica specializzata. Sull'aggregatore di recensioni Metacritic, l'album ha totalizzato un punteggio di 79 su 100 calcolato tramite 28 giudizi professionali, risultato che equivale a «recensioni generalmente positive».
Nella sua recensione positiva (A−), Ray Rahman di Entertainment Weekly ha affermato che la produzione, l'interpretazione vocale e i testi dell'album «segnalano l'arrivo di un nuovo tipo di star». Al contrario, Maura Johnston di Spin ha suggerito che Lorde abbia usato la sua età come un «goffo stratagemma», definendo la sua musica «aggressivamente nella media» e intrisa di «un'apatia da pop star adolescente (forse falsa)». Lindsay Zoladz, scrivendo per Pitchfork, ha descritto Lorde come una «corrispondente in prima linea della cultura giovanile postdigitale, elegantemente disillusa, e della noia suburbana della classe lavoratrice».

## Tracce
Testi e musiche di Ella Yelich-O'Connor e Joel Little, eccetto dove indicato.
1. Tennis Court – 3:18
2. 400 Lux – 3:54
3. Royals – 3:10
4. Ribs – 4:18
5. Buzzcut Season – 4:06
6. Team – 3:13
7. Glory and Gore – 3:30
8. Still Sane – 3:08
9. White Teeth Teens – 3:36
10. A World Alone – 4:54

Tracce bonus nell'edizione estesa iTunes
1. No Better – 2:50
2. Bravado – 3:41
3. Million Dollar Bills – 2:18
4. The Love Club – 3:21
5. Biting Down – 3:33
6. Swingin Party – 3:42 (Paul Westerberg)

## Formazione
Musicisti
- Lorde – voce

Produzione
- Joel Little – produzione, missaggio, ingegneria del suono, strumentazione (tutte le tracce)
- Lorde – produzione aggiuntiva (tracce 5, 10)
- Stuart Hawkes – mastering
- Charles Howells – fotografia
- Mario Hugo – design
- Ania Nowak – assistenza al design

## Successo commerciale
Pure Heroine ha debuttato alla prima posizione della classifica neozelandese degli album, mantenendola per altre due settimane e venendo certificato platino a partire dalla prima settimana di disponibilità. Dopo quasi tre mesi di presenza, il disco torna al secondo posto della classifica e viene certificato triplo disco di platino. Dopo diciotto settimane, il progetto ritorna in vetta divenendo disco di platino per la quarta volta. L'album ha esordito al vertice delle graduatorie anche in Australia, dove è stato premiato con il disco d'oro a distanza di due settimane dalla pubblicazione. Successivamente ha ottenuto anche il platino, il doppio platino e, infine, il triplo platino. In Canada, con 15 000 copie vendute in sette giorni, esordisce al secondo posto, arrivando poi alla cifra di 80 000 unità vendute che equivalgono alla certificazione di disco di platino nel Paese. Ha esordito invece con quasi 19 000 copie in Regno Unito, partendo dalla quarta posizione.
Buoni esiti di mercato giungono anche dagli Stati Uniti, dove Pure Heroine si spinge fino alla terza posizione della Billboard 200, con una vendita di 129 000 copie durante la prima settimana di disponibilità. Sorpassando la soglia del milione di copie vendute nel febbraio 2014, il progetto ottiene anche in tal caso la certificazione di platino.
Fino al 2014 l'album ha venduto mondialmente oltre due milioni di copie, mentre i dati di mercato aggiornati al 2017 ne attestano cinque milioni di copie vendute a livello globale.

## Classifiche

### Classifiche settimanali
| Classifica (2013-14) | Posizione massima |
| -------------------- | ----------------- |
| Australia            | 1                 |
| Austria              | 14                |
| Belgio (Fiandre)     | 17                |
| Belgio (Vallonia)    | 16                |
| Canada               | 2                 |
| Danimarca            | 12                |
| Finlandia            | 17                |
| Francia              | 20                |
| Germania             | 13                |
| Giappone             | 34                |
| Irlanda              | 1                 |
| Italia               | 26                |
| Norvegia             | 2                 |
| Nuova Zelanda        | 1                 |
| Paesi Bassi          | 14                |
| Portogallo           | 13                |
| Regno Unito          | 4                 |
| Repubblica Ceca      | 29                |
| Spagna               | 58                |
| Stati Uniti          | 3                 |
| Svezia               | 6                 |
| Svizzera             | 8                 |

### Classifiche di fine anno
| Classifica (2013) | Posizione |
| ----------------- | --------- |
| Australia         | 9         |
| Belgio (Fiandre)  | 196       |
| Canada            | 28        |
| Francia           | 149       |
| Nuova Zelanda     | 2         |
| Stati Uniti       | 64        |
| Svezia            | 61        |
| Classifica (2014) | Posizione |
| Australia         | 15        |
| Canada            | 6         |
| Francia           | 82        |
| Germania          | 91        |
| Paesi Bassi       | 79        |
| Stati Uniti       | 6         |
| Svezia            | 20        |
| Svizzera          | 56        |

### Classifiche di fine decennio
| Classifica (2010-19) | Posizione |
| -------------------- | --------- |
| Australia            | 32        |
| Norvegia             | 33        |
| Stati Uniti          | 40        |

## Date di pubblicazione
| Paese           | Data di pubblicazione | Edizione              | Formato        | Etichetta |
| --------------- | --------------------- | --------------------- | -------------- | --------- |
| Australia       | 27 settembre 2013     | CD, download musicale | Universal      | Standard  |
| Nuova Zelanda   | 27 settembre 2013     | CD, download musicale | Universal      | Standard  |
| Corea del Sud   | 30 settembre 2013     | Download digitale     | Universal      | Standard  |
| Stati Uniti     | 30 settembre 2013     | CD, download digitale | Lava, Republic | Standard  |
| Germania        | 25 ottobre 2013       | CD, download digitale | Universal      | Standard  |
| Corea del Sud   | 28 ottobre 2013       | CD                    | Universal      | Standard  |
| Regno Unito     | 28 ottobre 2013       | CD, download digitale | Virgin EMI     | Standard  |
| Germania        | 1º novembre 2013      | LP                    | Universal      | Standard  |
| Regno Unito     | 11 novembre 2013      | LP                    | Virgin EMI     | Standard  |
| Australia       | 15 novembre 2013      | LP                    | Universal      | Standard  |
| Nuova Zelanda   | 15 novembre 2013      | LP                    | Universal      | Standard  |
| Stati Uniti     | 19 novembre 2013      | LP                    | Lava, Republic | Standard  |
| Taiwan          | 19 novembre 2013      | CD, download digitale | Universal      | Standard  |
| Canada          | 13 dicembre 2013      | Download digitale     | Universal      | Estesa    |
| Stati Uniti     | 13 dicembre 2013      | Download digitale     | Universal      | Estesa    |
| Resto del mondo | 16 dicembre 2013      | Download digitale     | Universal      | Estesa    |
| Giappone        | 19 febbraio 2014      | CD, download digitale | Universal      | Standard  |